# Alettriomanzia

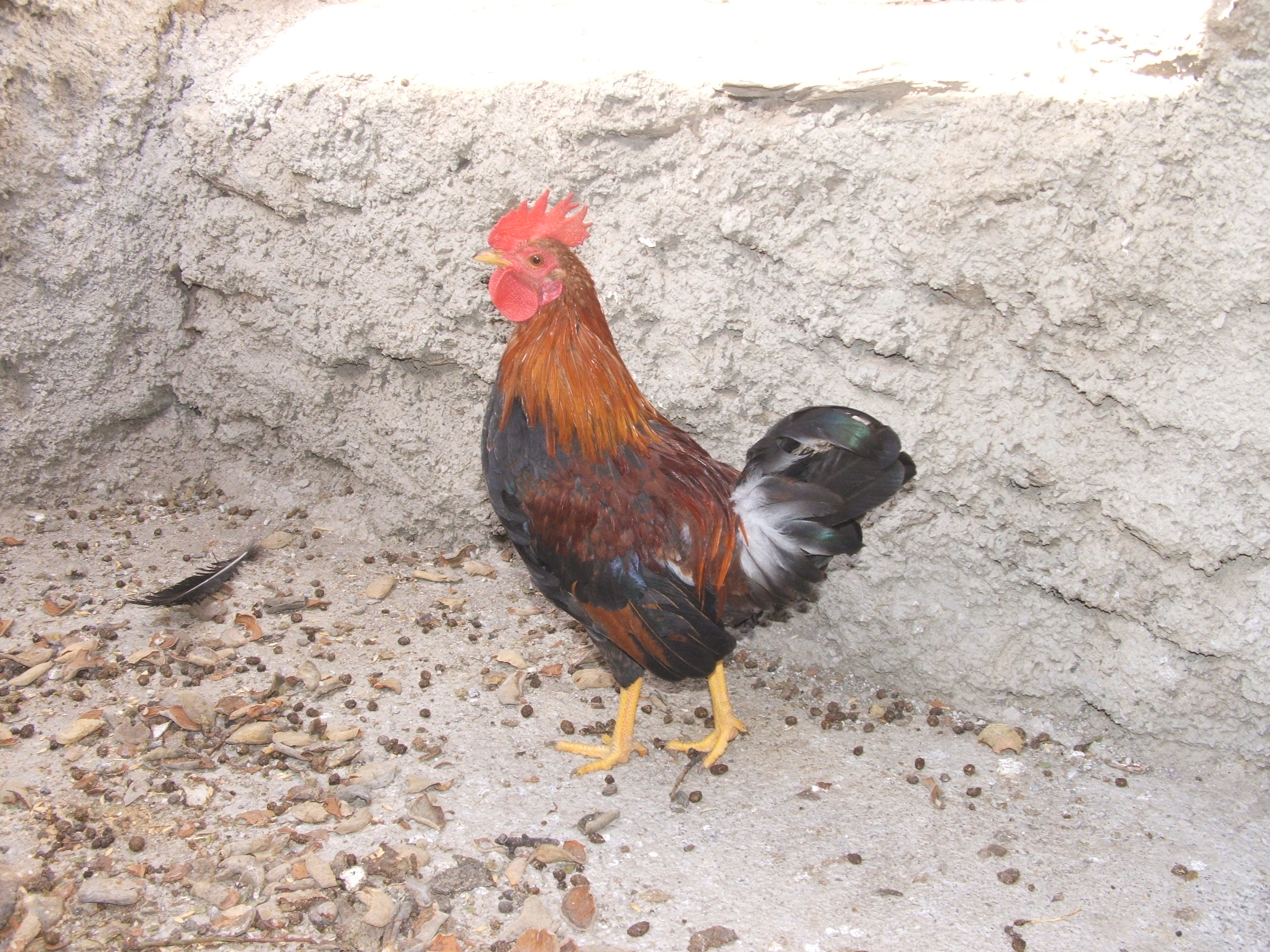
Un gallo

L'alettriomanzia era una forma di divinazione, detta anche alettoromanzia o alettromanzia, in cui il protagonista era il gallo (dal greco "aléctror").
Le lettere dell'alfabeto venivano disposte in un largo cerchio e su ognuna erano collocati dei chicchi di frumento. L'ordine in cui il gallo beccava i chicchi formava un messaggio; se le parole non avevano senso era l'indovino ad interpretarle.
A mano a mano che venivano consumati i chicchi erano immediatamente sostituiti, in modo che ogni lettera potesse ricomparire tutte le volte che il messaggio lo richiedeva.
Un famoso episodio di alectromanzia illustra bene il senso di questa pratica. Si narra che i filosofi Libanio e Giamblico tentarono di scoprire chi sarebbe stato il successore dell'imperatore Valente. Tracciarono un cerchio al suolo e sulla circonferenza segnarono le 24 lettere dell'alfabeto greco. Posero accanto ad ogni lettera un chicco di grano e infine misero nel cerchio un gallo consacrato. Quando l'uccello cominciò a mangiare i chicchi, Libanio e Giamblico annotarono la sequenza delle lettere corrispondenti ai chicchi divorati. Poiché il gallo mangiò i chicchi sulle lettere th - e - o - d, gli indovini conclusero che l'impero romano sarebbe passato a Teodoro, ma il suo rivale Teodosio, venuto al corrente del fatto, fece uccidere tutti i candidati il cui nome iniziava con Teod e in questo modo divenne imperatore. L'episodio fu riportato da antichi storici con altri protagonisti e con un diverso metodo divinatorio, basato sull'uso di un anello legato ad un filo.